# Pagar Dewa (Warkuk Ranau Selatan)
Pagar Dewa is een bestuurslaag in het regentschap Ogan Komering Ulu Selatan van de provincie Zuid-Sumatra, Indonesië. Pagar Dewa telt 1587 inwoners (volkstelling 2010).